# Fotevikens Museum

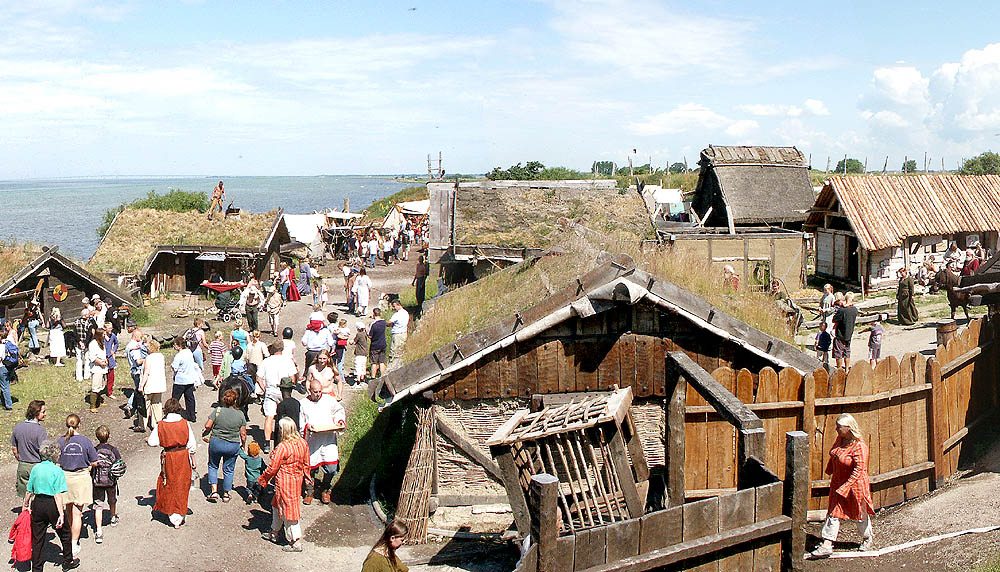
Vikingastaden vid Fotevikens Museum

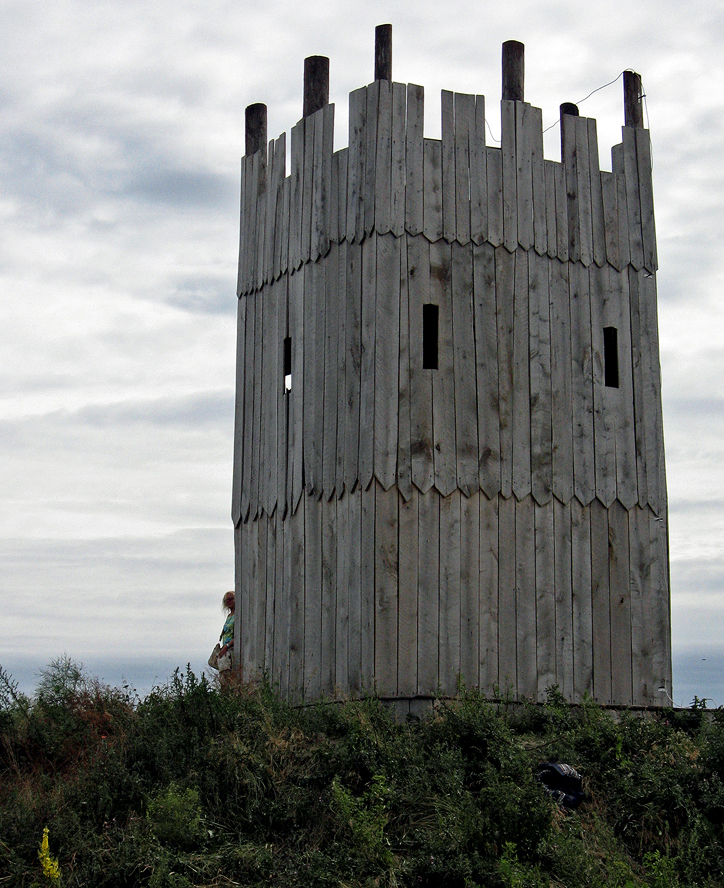
Utsiktstorn vid Fotevikens Museum 2007.

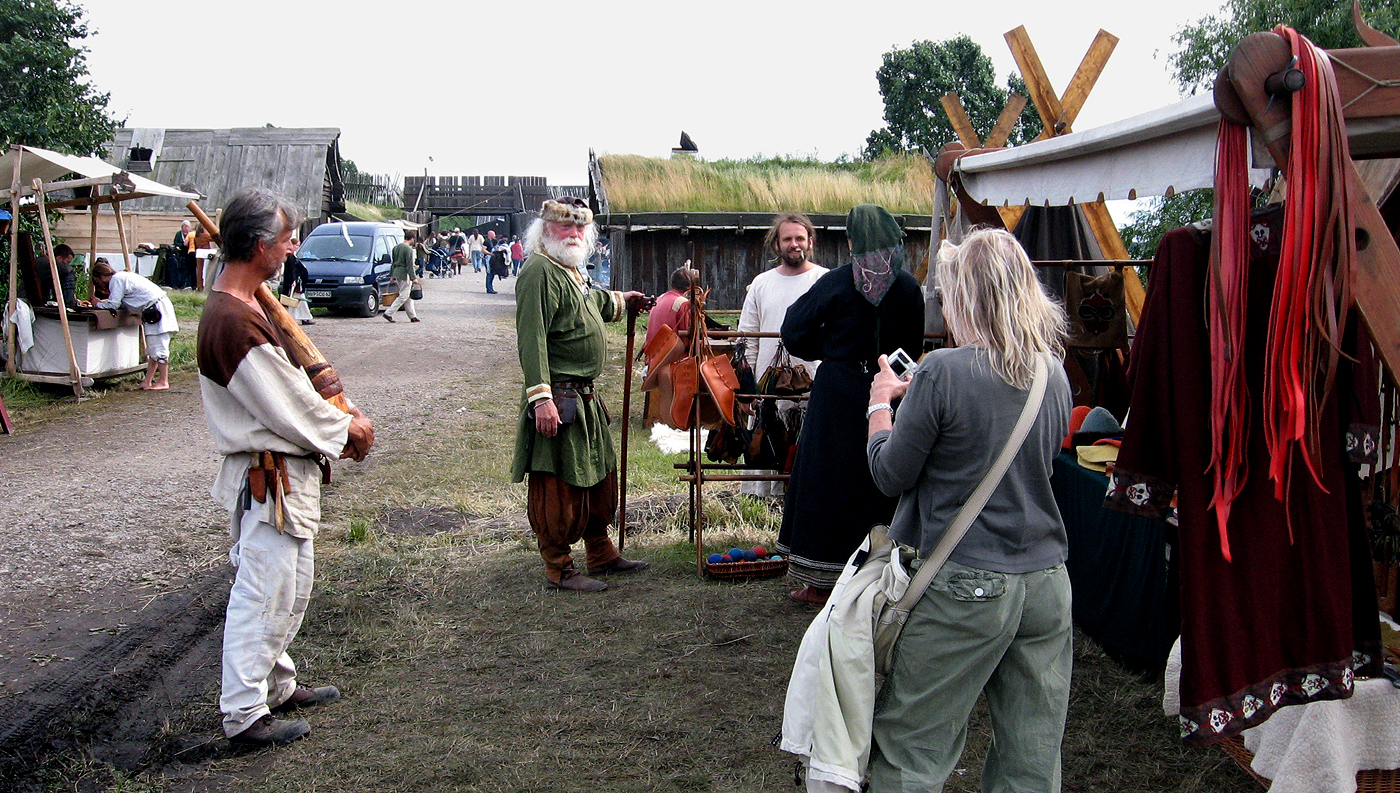
Marknadsstånd vid Fotevikens Museum 2007.

Fotevikens Museum är ett arkeologiskt friluftsmuseum beläget i sydvästra Skåne. Historien bakom museet startade 1981. Då undersöktes fem sänkta vikingaskepp i den undervattensspärr som finns i mynningen av Foteviken där denna når ut i Höllviken. En marinarkeologisk förening Scandinavian Viking Exploration Group (SVEG) bildades 1987 och denna förening påbörjade ett systematiskt sökande efter maritima lämningar runt Falsterbohalvön. Även om vrak och andra marinarkeologiska företeelser sedan länge var skyddade i fornminneslagen, efterhölls inte dessa lagar. Myndigheternas intresse för kulturarvet under vatten var minst sagt ljummet, om inte näst intill obefintligt. SVEG var därför först med att bygga upp den viktiga marinarkeologiska verksamheten i Skåne.

## Milstolpar i museets historia

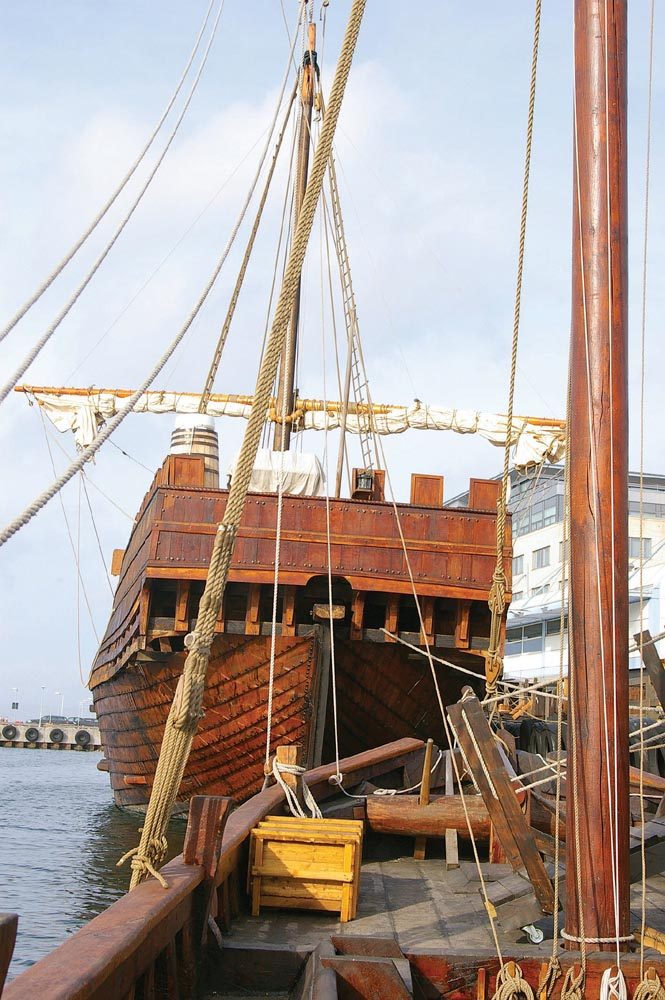
Skanörskoggen på Koggmuseet i Malmö hamn.

År 1993 bildades organisationen som drev verksamheten. Huvudmännen var Vellinge kommun, Falsterbonäsets museiförening och den ideella föreningen SVEG. Omfattande marinarkeologiska undersökningar genomfördes under hela 1990-talet. Bland många vrak som lokaliserades kan nämnas "Skanörskoggen", världens största kända kogg och ett av världens äldsta kända skepp som haft kanoner ombord. Skanörskoggen var byggd ca 1390 vid södra Östersjökusten.
År 1995 bildades Fotevikens Museum. Till museets ledning knöts också en representant för vetenskaplig forskning samt en ledamot från näringslivet. De tre basverksamheterna för det nya museet var maritimhistorisk forskning, levandegörande av Öresundsområdets och Skånes äldre historia samt information med hjälp av den nya, mera avancerade elektroniska datatekniken.
För att uppfylla levandegörandekravet påbörjades 1997 uppförandet av det så kallade "Fotevikens Vikingareservat", numera "Fotevikens Vikingastad", en rekonstruerad mindre vikingastad i full skala med en mängd aktörer. För att uppfylla informationskravet var museet ett av de första i Sverige med en egen internetsida. Redan från början koncentrerades denna webbplats på att vara djuplodande, det vill säga att besökarna gratis skulle kunna få tillgång till databaser med högt vetenskapligt värde. Dock skulle informationen vara framställd så att den attraherade en större publik än enbart forskare.
År 1998 fick Fotevikens Museum uppdrag av Malmö stad att rekonstruera och bygga två fullskalekopior av koggar inne på Kockums gamla skeppsvarv i Malmö hamn. Detta uppdrag följdes år 2003 av uppgiften att skapa ett helt nytt museum, "Koggmuseet" i genren "Arkeologiskt friluftsmuseum", det vill säga med seglande skepp och uppbyggda medeltidsmiljöer med aktörer.
År 2000 överlämnade Fotevikens Museum ansvaret för marinarkeologin i Skåne till arkeologerna på Malmö Kulturmiljö. Samtidigt fick arkeologerna i Malmö ta över den stora databas över förlisningar och vrak som museet byggt upp under mer än tio år.

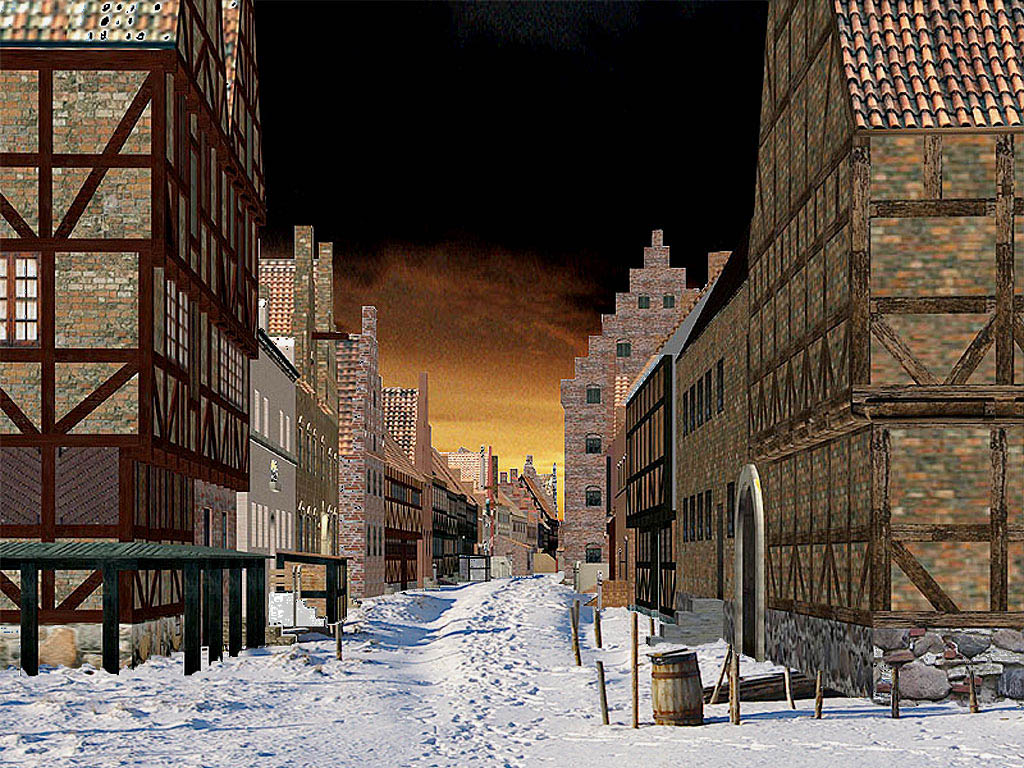
Adelgatan i Malmö år 1692. Rekonstruktion: projekt "Malmö 1692".

År 2003 startade, på initiativ av Fotevikens Museum, projektet "Malmö 1692". Projektet var ett samarbetsprojekt mellan museet, Malmö stad och Arbetsförmedlingen. Samtligt äldre material som berättar om de olika gårdarna i Malmö gick igenom och alla handskrivna dokument i Malmö stadsarkiv rörande byggnaderna renskrevs. Därefter rekonstruerades varje hus i detalj i så kallat CAD-program i datorn. På detta sätt återskapades för länge sedan försvunna miljöer med stor detaljrikedom. Genom datortekniken kan man sedan själv gå runt i det dåtida Malmö. Projekt "Malmö 1692" var åren 2006-2007 det största historiska multimediaprojektet i Norden med mer än fyrtio anställda. När endast ett halvt år kvarstod fram till färdig produkt avslutades dock projektet sommaren 2008 på grund av ändrade marknadspolitiska riktlinjer. 
2003 tilldelades Fotevikens Museum och dess skapare Björn M Jakobsen och Sven Rosborn Svenskt kulturarvs Hederspris, det så kallade ”Eldsjälspriset” för ”sitt generösa och oegennyttiga, nyskapande och pedagogiska arbete med att förmedla kunskap om vikingatiden.” 
2008 erhöll museet vid utdelning i Berlin det internationella ”Scandinavian Travel Awards” pris.

## Galleri

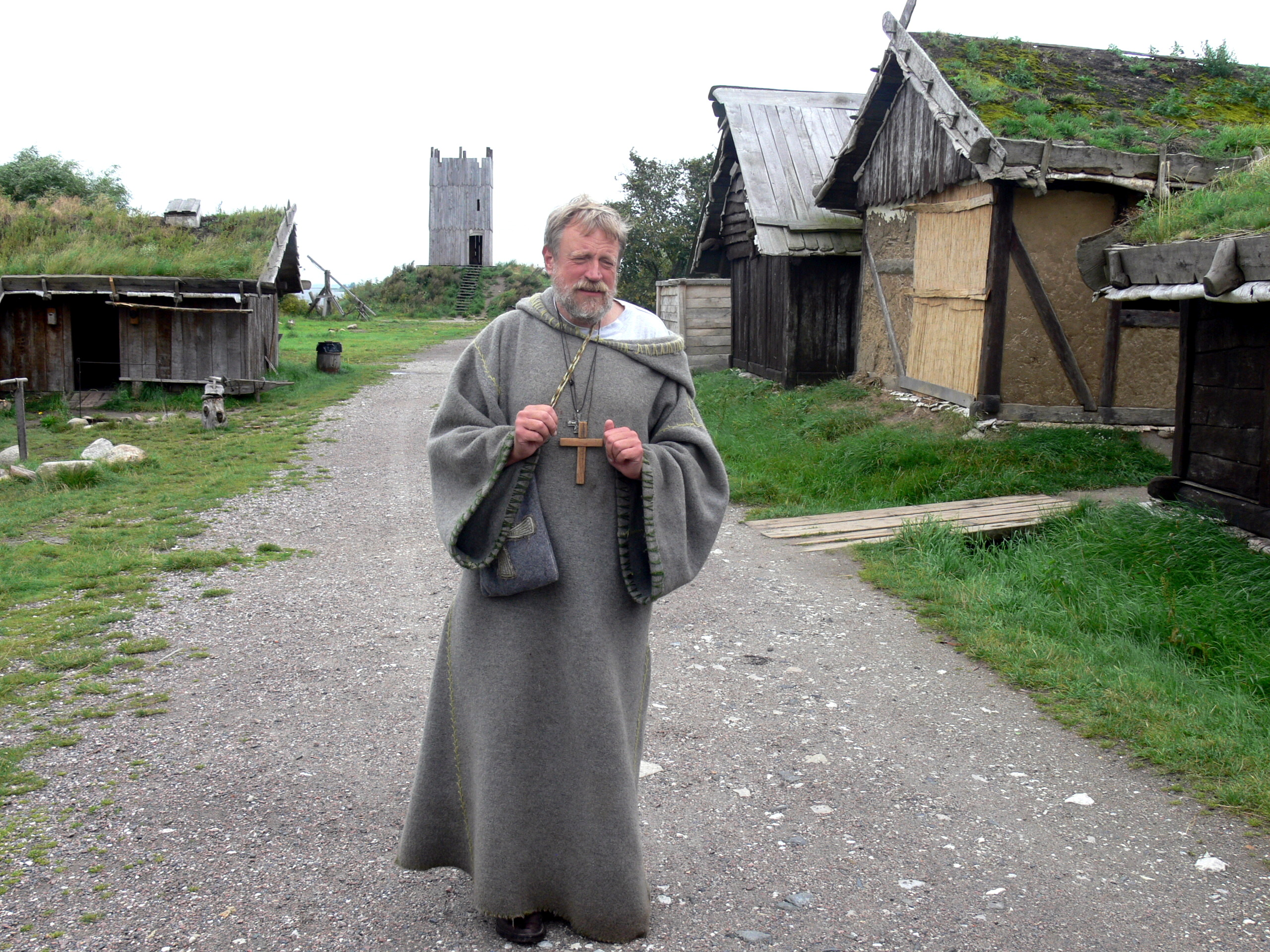
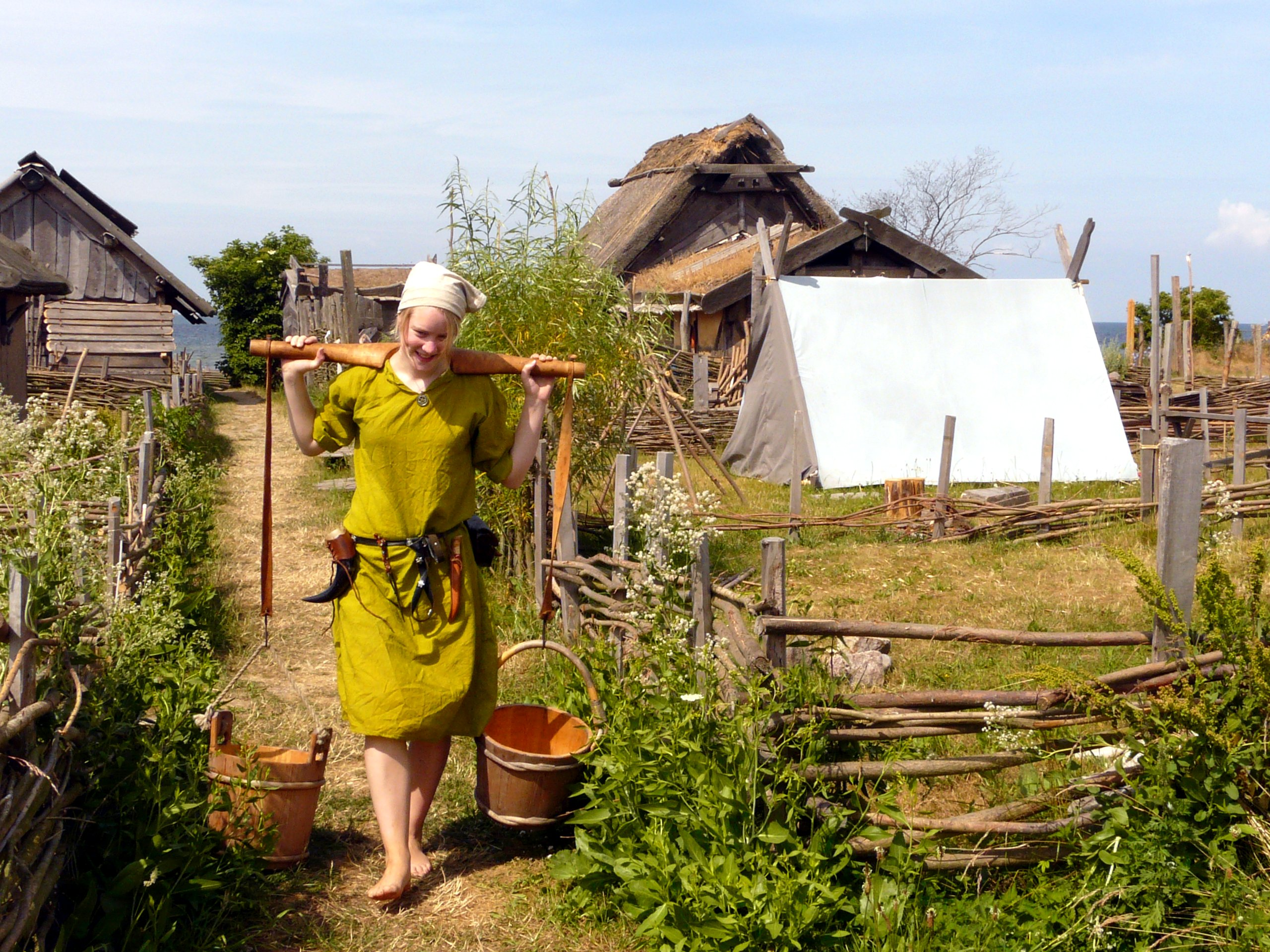
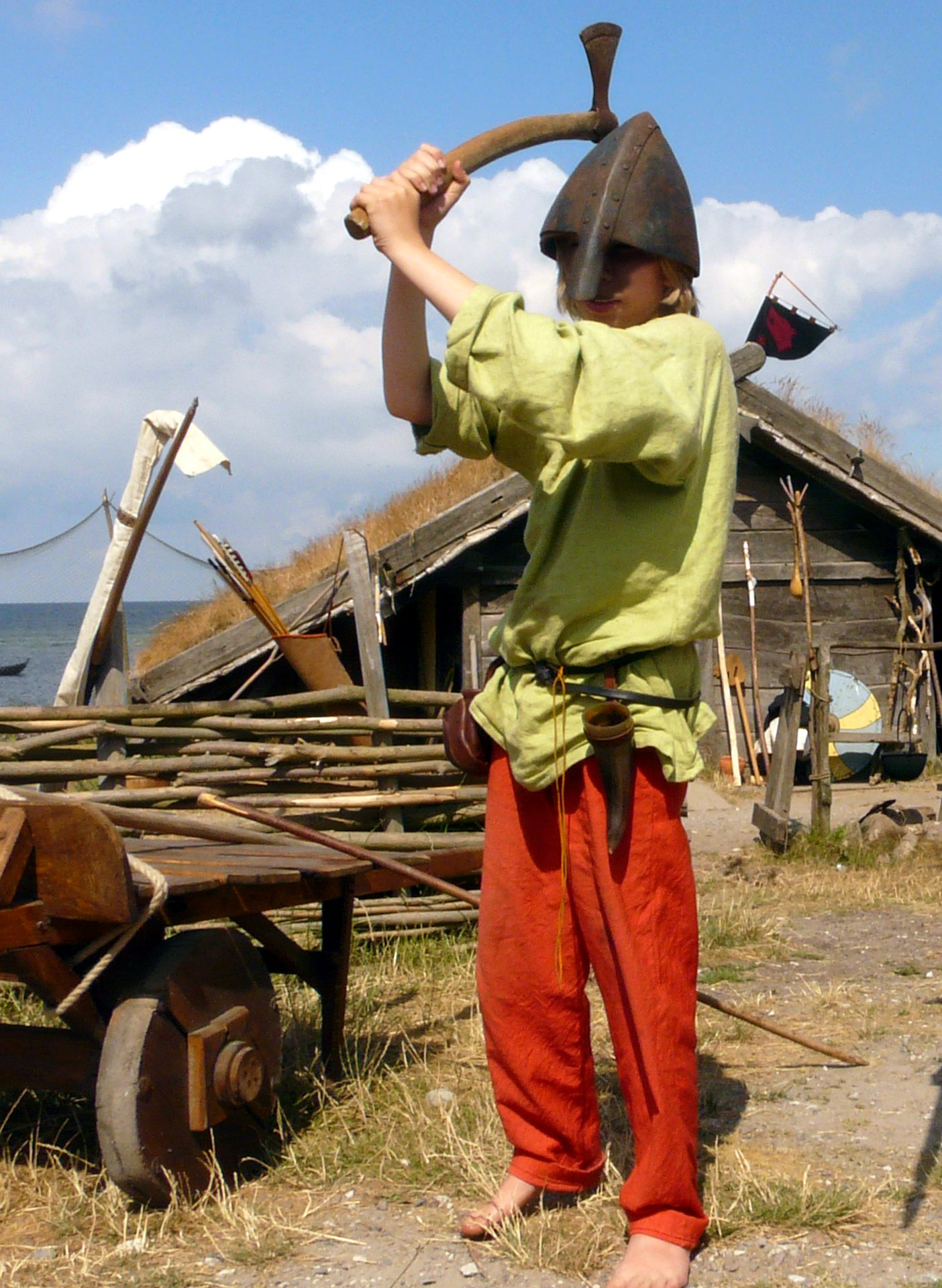
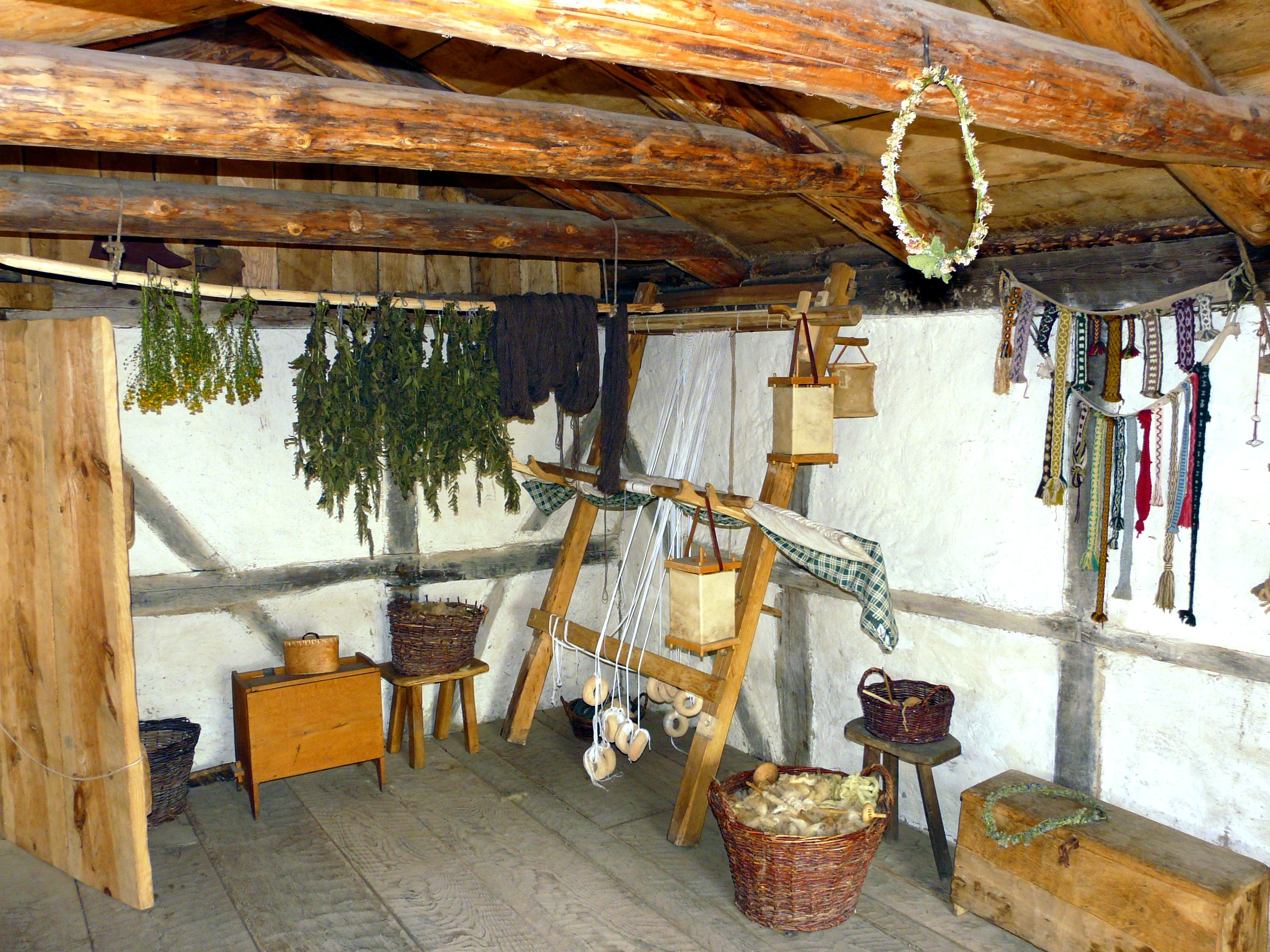
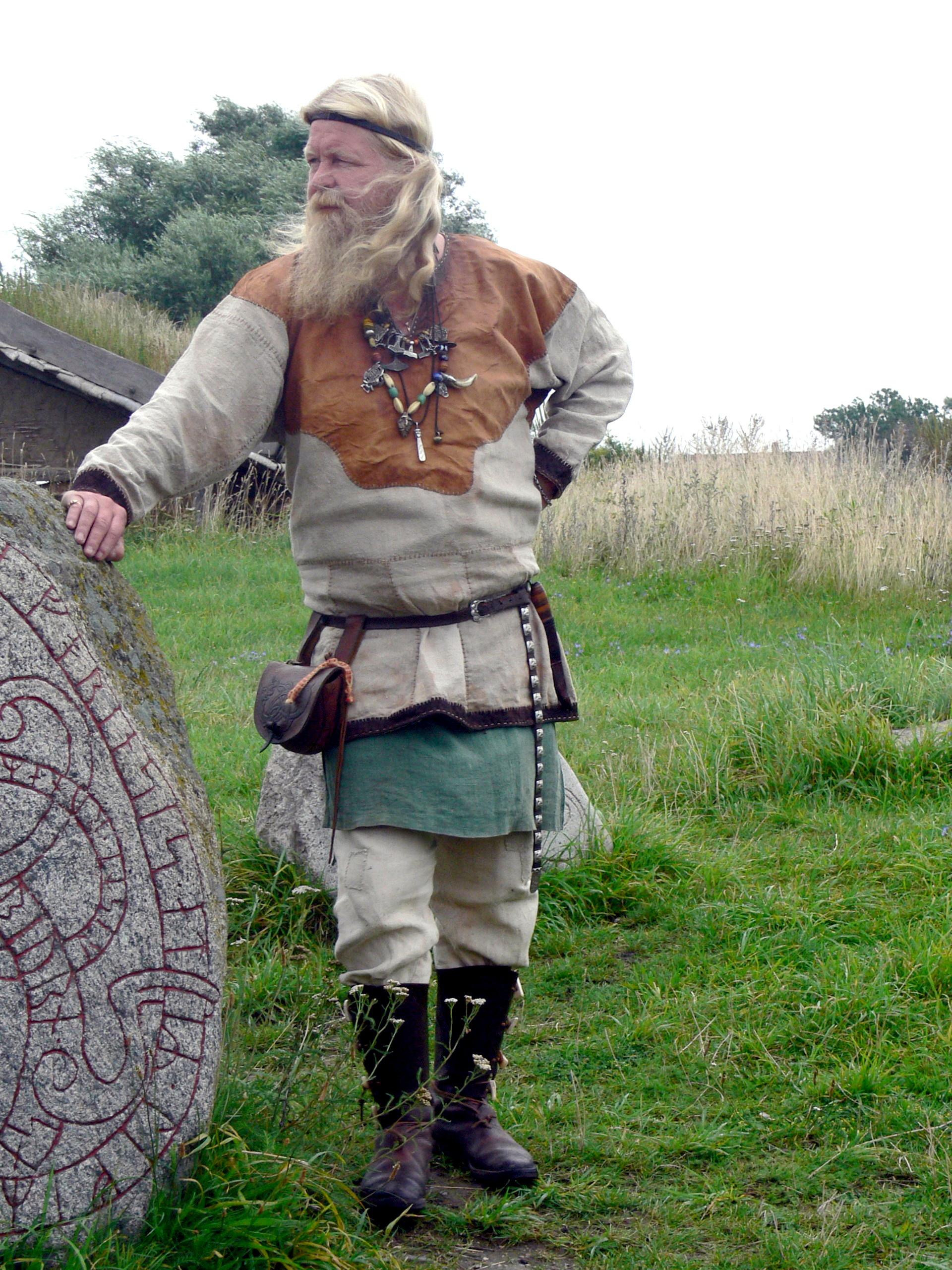
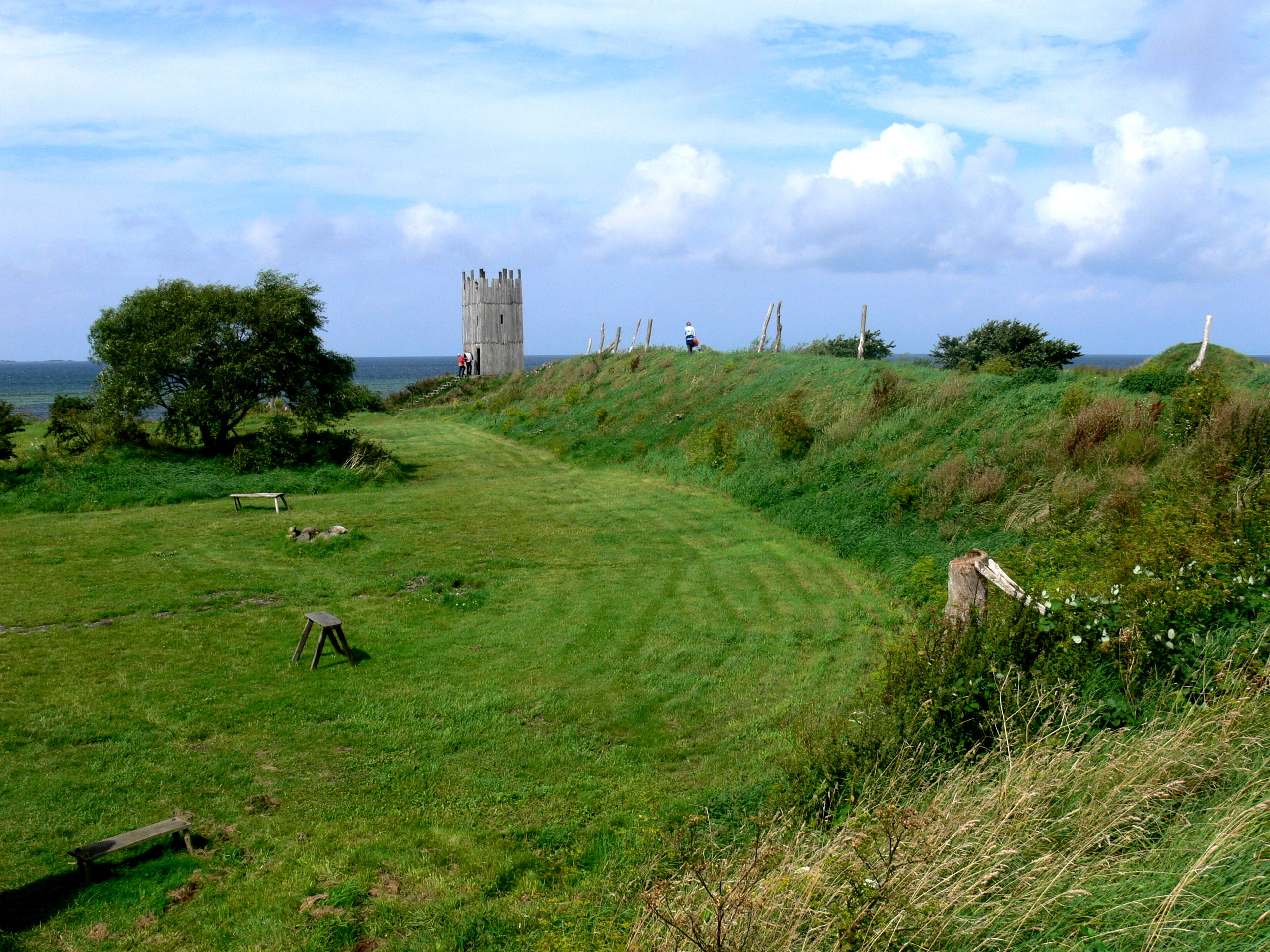
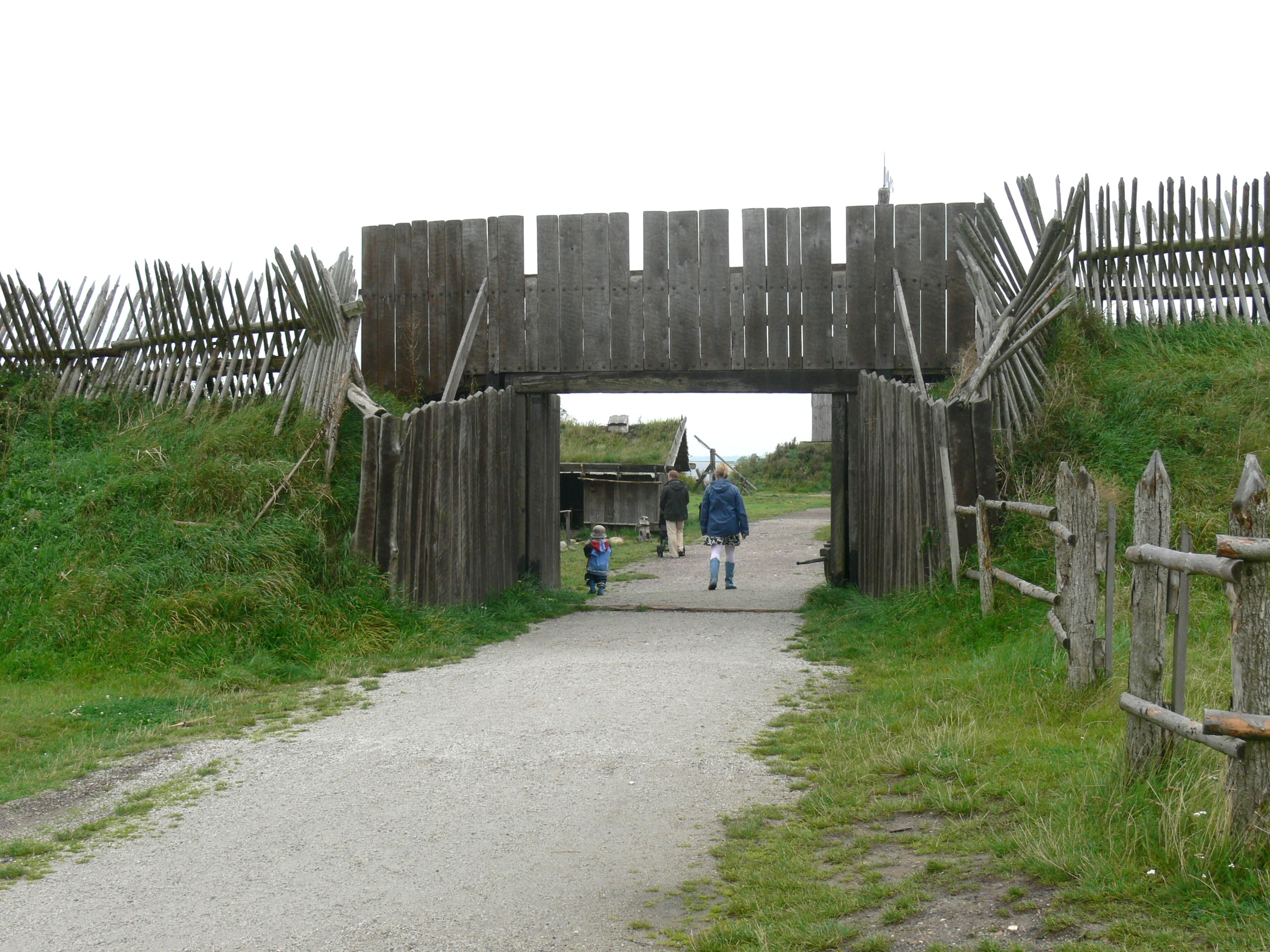
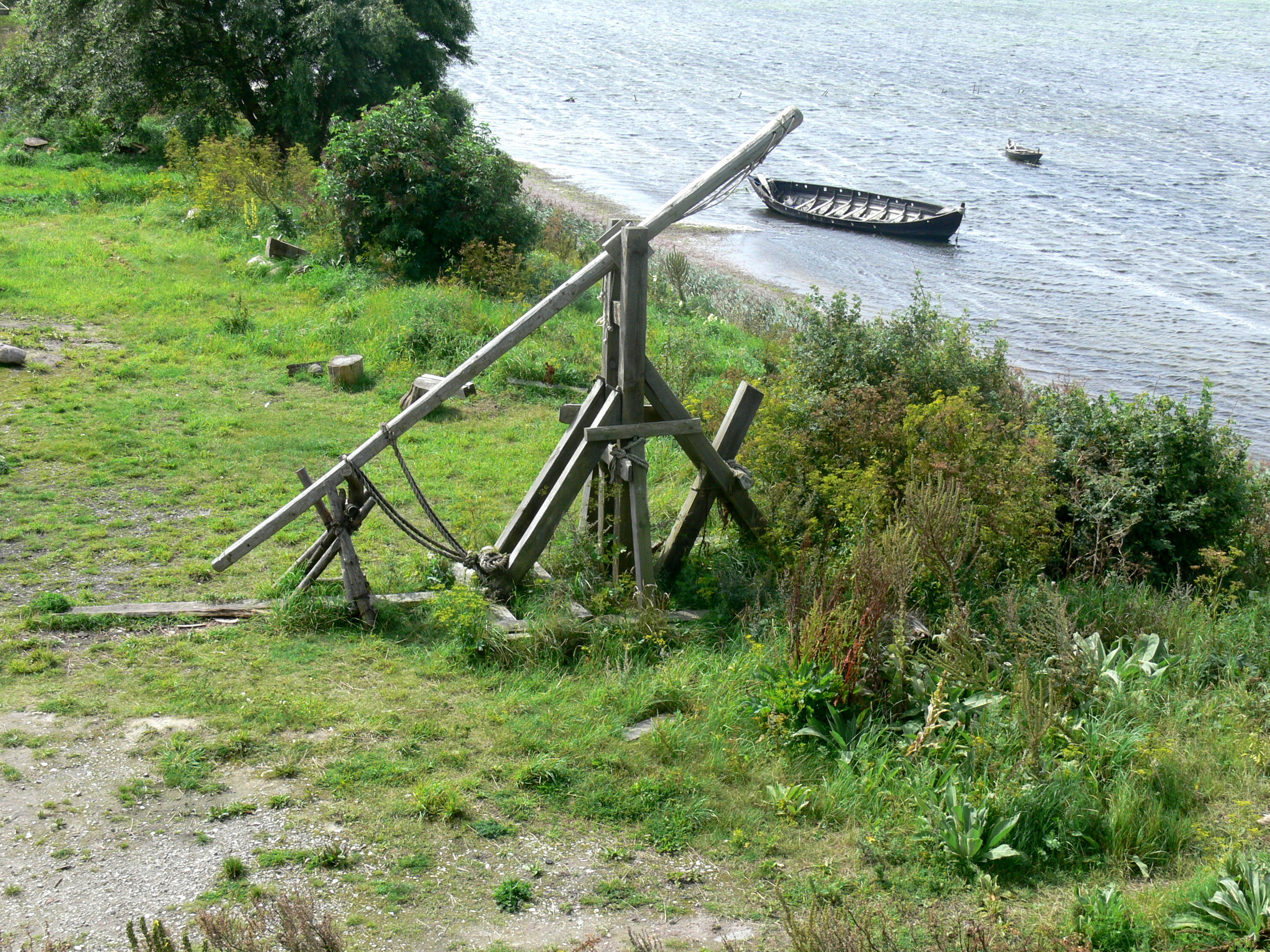
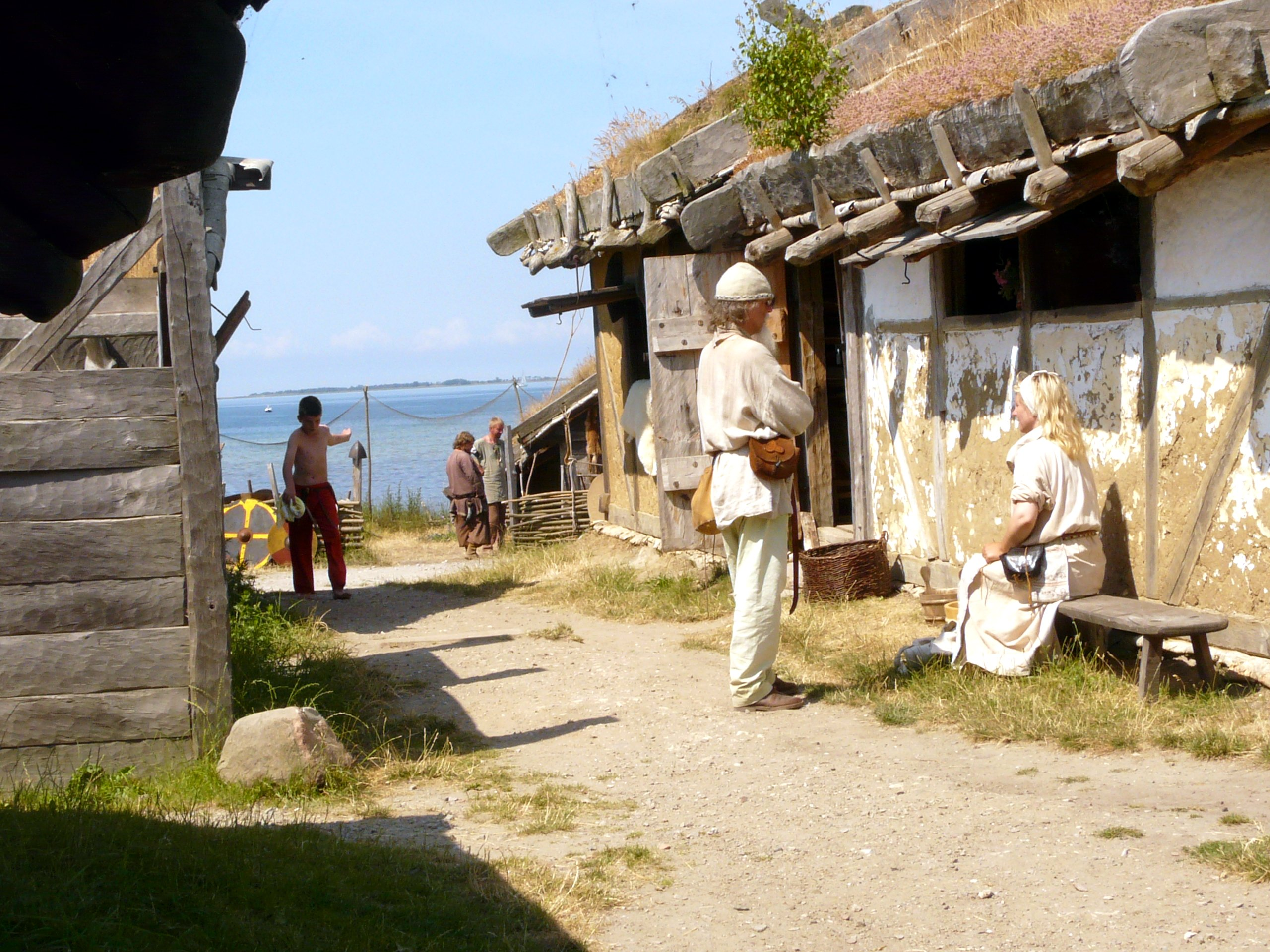
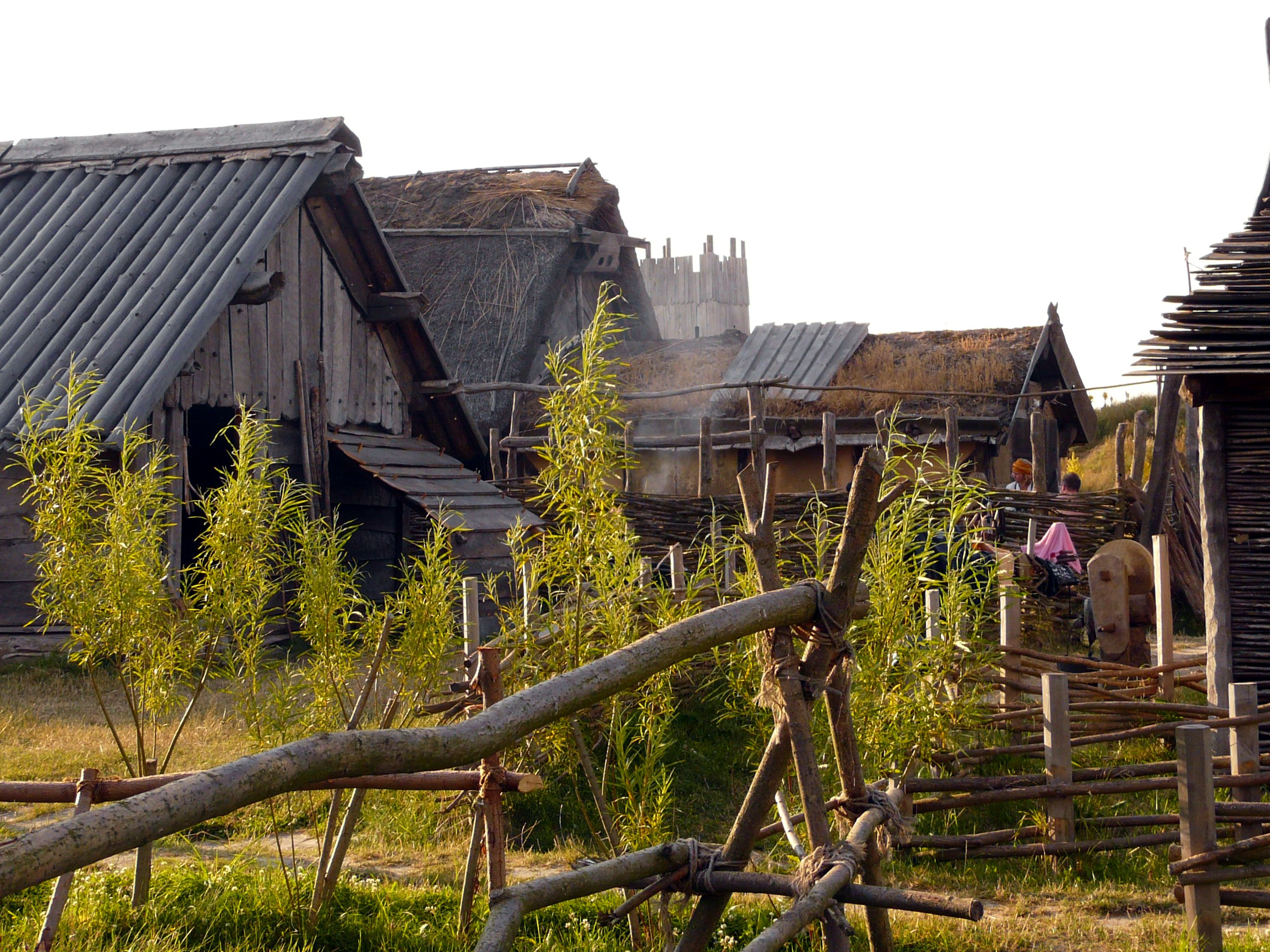